# Canto beneventano
Il Canto beneventano è un canto liturgico della Chiesa cattolica, praticato principalmente nei centri ecclesiastici di Benevento e Montecassino. Questo tipo di canto è diverso da quello gregoriano, benché simile a quello ambrosiano. Sostituito ufficialmente nell’XI secolo dal canto gregoriano di rito romano, è però ancora praticato localmente.

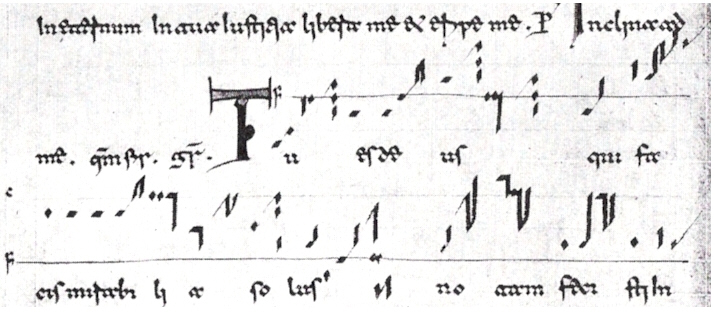
“Tu es deus” graduale con notazione beneventana

## Storia

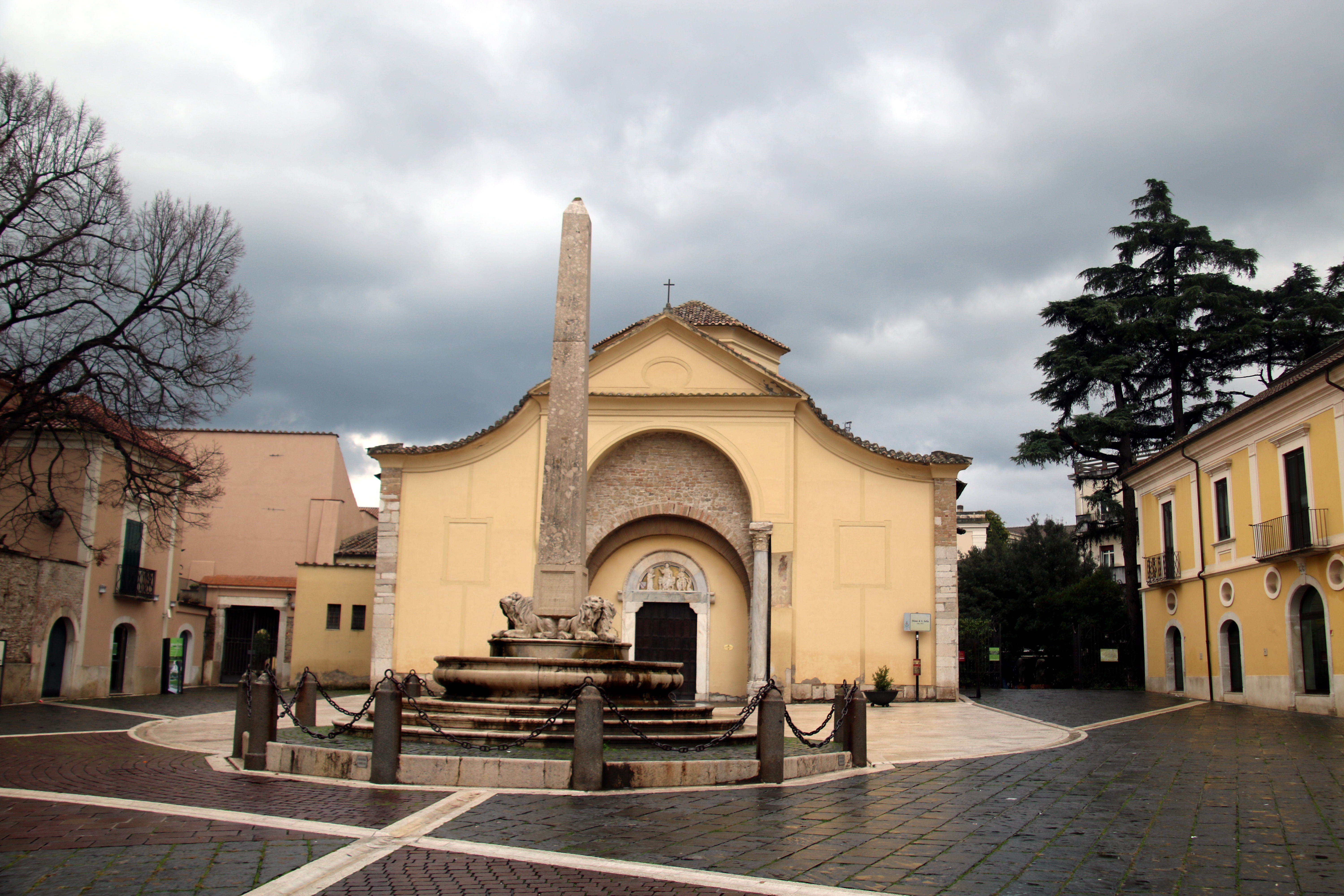
Chiesa di Santa Sofia (Benevento)

Sviluppatosi durante il dominio longobardo tra il VI e l’VIII secolo, il canto consisteva in un particolare tipo di rito liturgico e di canto piano tipico di Benevento. All'epoca era chiamato cantus ambrosianus (canto ambrosiano), nonostante la differenza con il canto milanese avente lo stesso nome. Proprio l'uso comune del nome cantus ambrosianus, l'importante influenza dei longobardi sia a Milano sia a Benevento e le similitudini musicali tra le due liturgie e canti fanno intuire come le origini del canto beneventano siano legate ai longobardi.
Il canto gregoriano aveva già iniziato a prendere piede nei dintorni di Benevento nell'VIII secolo e le due diverse tradizioni sembrano aver coesistito per qualche secolo, fino alla definitiva sostituzione. Spesso nei libri di canto gregoriano parti di canti beneventani figuravano solamente come interpolazioni ed aggiunte vicino ai correspondenti pezzi del repertorio gregoriano. Influenze ecclesiastiche esterne, come ad esempio quelle di abati tedeschi a Montecassino durante l'XI secolo, hanno definitivamente sancito il superamento delle tradizioni beneventane, favorendo il rito romano. Uno di questi è in seguito diventato Papa Stefano IX, che nel 1058 mise ufficialmente fuorilegge il canto ed il rito beneventano. Nonostante il divieto, il canto continuò ad essere praticato da alcuni, anche se il repertorio beneventano cadde infine in disuso. Questa vicenda viene ricordata tramite una leggenda, che parla di una lotta di canto tra un cantore gregoriano ed uno beneventano, vinta dal primo in seguito allo svenimento del suo avversario, stremato.

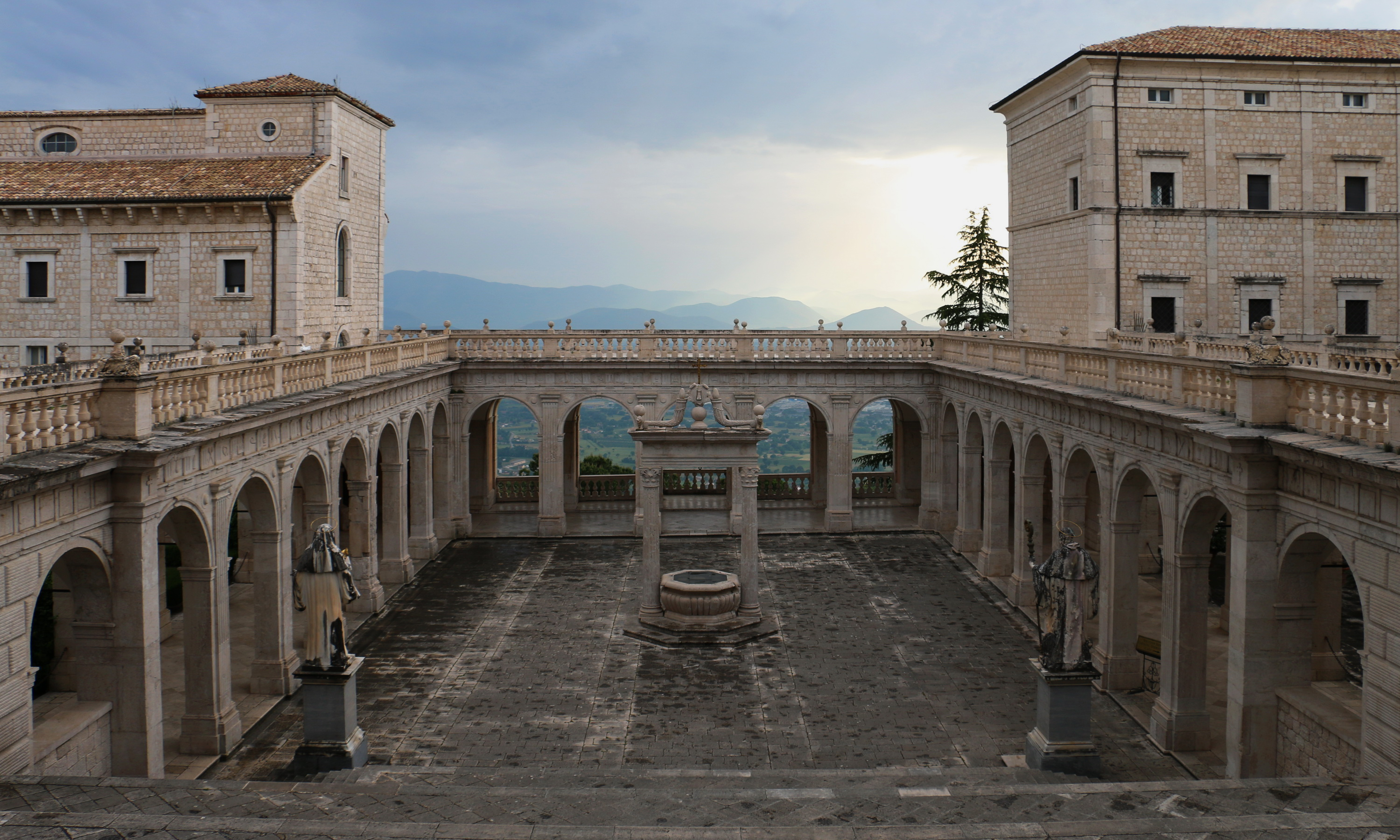
Abbazia di Montecassino